# كيسي ووكر
كيسي ووكر (بالإنجليزية: Casey Walker)‏ هو لاعب كرة قدم أمريكية أمريكي، ولد في 6 ديسمبر 1989 في دالاس في الولايات المتحدة.

## وصلات خارجية
- كيسي ووكر على موقع مرجع كرة القدم المحترفة.كوم (الإنجليزية)